# Spilosoma major
Spilosoma major är en fjärilsart som beskrevs av Rothschild 1910. Spilosoma major ingår i släktet Spilosoma och familjen björnspinnare. Inga underarter finns listade i Catalogue of Life.